# Andrés Tello
Andrés Tello (ur. 6 września 1996 w Medellín) – kolumbijski piłkarz, występujący na pozycji pomocnika we włoskim klubie Calcio Catania.

## Kariera klubowa
Tello jest wychowankiem Envigado. 10 kwietnia 2014 roku zadebiutował w rodzimej lidze w meczu przeciwko Independiente Medellín. Dobre występy mającego wówczas 17 lat zawodnika sprawiły, że europejskie kluby takie jak Juventus F.C. zwróciły na niego uwagę. Zimą 2015 roku Juventus wypożyczył na okres 1 roku kolumbijskiego piłkarza, z opcją wykupu za kwotę 1 miliona Euro. Już w sierpniu włoski klub podjął decyzję o wykupie piłkarza.
Od razu trafił jednak na wypożyczenie do Cagliari Calcio. 11 października 2015 roku zadebiutował w Serie B, a 9 grudnia zdobył pierwszą bramkę w rozgrywkach. Łącznie Tello zaliczył 24 ligowe występy i 2 bramki, a Cagliari awansowało do Serie A. 4 lipca 2016 roku znów trafił na wypożyczenie, jednak tym razem na poziomie Serie A, a jego nowym klubem zostało Empoli FC. Na sezon 2017/2018 trafił na kolejne wypożyczenie do Serie B tym razem do SSC Bari.
Po serii wypożyczeń 13 lipca 2018 roku trafił na zasadzie transferu definitywnego do Benevento Calcio. Juventus zapewnił sobie jednak prawo do odkupu zawodnika w przyszłości. W sezonie 2019/2020 Tello wywalczył ze swoim klubem awans do Serie A.

## Kariera reprezentacyjna
Były młodzieżowy reprezentant Kolumbii. W 2015 roku wraz z kadrą do lat 20 sięgnął po młodzieżowe wicemistrzostwo Ameryki Południowej. Sukces ten pozwolił Kolumbijczykom pojechać na Mistrzostwa Świata U-20 w Piłce Nożnej 2015, a Tello również znalazł się w kadrze na ten turniej.